# Burgruine Neuravensburg
Die Burgruine Neuravensburg, später Schloss Neuravensburg genannt, ist die Ruine einer hochmittelalterlichen Höhenburg auf einem 564 m ü. NN hohen Höhenrücken (Drumlin) über der Oberen Argen hoch über Neuravensburg, einem heutigen Stadtteil von Wangen im Allgäu im Landkreis Ravensburg (Baden-Württemberg). Während des 17. Jahrhunderts wurde die Ruine der Burg in ein Schloss umgewandelt, das aber ab 1837 zum Abbruch freigegeben wurde. Heute zeugt nur noch der eindrucksvolle Bergfried von der Anlage, er ist das Wahrzeichen von Neuravensburg.

## Geschichte
Die Burg wurde Ende des 12. Jahrhunderts von den Grafen des Argengaus erbaut, 1271 erwähnt und 1525 im Bauernkrieg zerstört. 1614 bis 1617 wurde die Burg von Abt Bernhard Müller des Klosters St. Gallen wieder aufgebaut und zum Schloss ausgebaut. 1836 wurde die Burg auf Abbruch verkauft und 1837 bis 1845 teilweise abgebrochen. 1913 und 1962 fanden Sicherungsarbeiten an der Ruine des Bergfrieds statt. 1992 kaufte die Stadt Wangen die Burgruine und ließ 1995 bis 1996 weitere Sanierungsarbeiten durchführen. Außer der Bergfriedruine mit Aussichtsplattform, die auch innen begehbar ist, sind auch noch die Grundmauern des Palas erhalten. Der Aufgang zur Burgruine liegt am Hagmühleweg. Nach seiner Gründung im Jahr 1987 übernahm der Burg- und Heimatverein Neuravensburg die Verantwortung für den Erhalt und die Erforschung der Burganlage.
Namensgebend für die Burg waren die im 13. Jahrhundert die Herrschaft ausübenden Reichsministerialen von Ravensburg.